# 1043 Беата
1043 Беата (1043 Beate) — астероїд головного поясу, відкритий 22 квітня 1925 року.
Тіссеранів параметр щодо Юпітера — 3,204.